# František de Paula z Colloreda-Waldsee
František de Paula z Colloredo-Waldsee (německy Franz de Paula von Colloredo-Waldsee, též -Wallsee, 29. října 1799 Vídeň – 26. října 1859 Curych) byl rakouský šlechtic z rodu Colloredo-Waldsee a diplomat.

## Život a činnost
František de Paula byl synem rakouského ministra zahraničí a císařské rady, Františka de Paula Karla z Colloreda (1736–1806). O malého Františka se po smrti otce staral sám císař František I.
František z Colloredo-Wallsee v raném věku vstoupil do armády a již v roce 1820 zahájil svou diplomatickou kariéru. V roce 1830 již sloužil jako vyslanec u dvora v Drážďanech a v roce 1837 v Mnichově. V letech 1843–1847 byl vyslancem v ruském Petrohradu.
Od 12. března do 14. května 1848 byl zástupcem rakouské vlády na frankfurtském říšském sněmu. Od 19. ledna 1849 do 5. listopadu 1849 byl velvyslancem v Londýně, kde pak působil znovu v letech 1852–1856. Nakonec byl rakouským velvyslancem u Svatého stolce (1856–1859) v Římě. Rakouské velvyslanectví u Svatého stolce sídlilo v Palazzo Venezia.

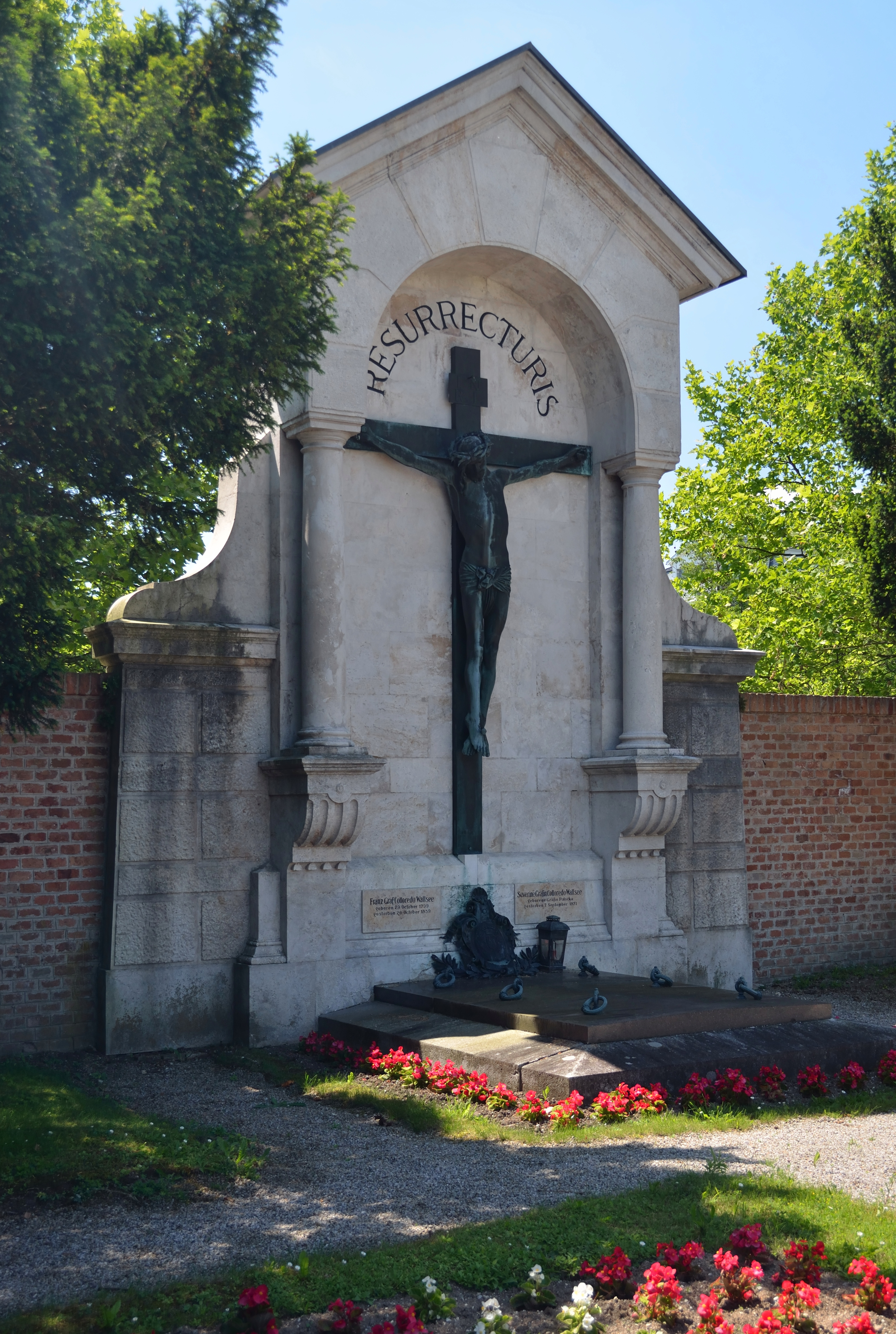
Hrobka v Inzersdorfu an der Traisen